# Emgann
Emgann of Emgann-MGI, Mouvement de la gauche indépendantiste, is een politieke partij in Bretagne. De linksnationalistische partij werd in 1983 door vrijgelaten gevangenen opgericht, die met het Bretonse Bevrijdingsleger en het aanverwante amnestiecomité Kuzulioù an Distaoliadeg waren verbonden. Het partijblad heet Combat Breton.
Emgann staat voor wat de partij een vorm van socialisme noemt, dat zichzelf organiseert, binnen een onafhankelijk Bretagne. Ze pleit voor een breuk met het bestaande systeem en weigert iedere samenwerking met de gevestigde Bretonse partijen. Er werd in het programma uit 1988 gepleit voor de Bretonse arbeider, het milieu, de Bretonse taal en cultuur, solidariteit met andere bevrijdingsbewegingen en om het departement Loire-Atlantique, Liger-Atlantel in het Bretons, weer op te nemen. Ze beschouwt zichzelf als antikapitalistische en antiracistisch
De partij wordt er vaak van beschuldigd de politieke vleugel van het Bretonse Bevrijdingsleger te zijn. Emgann ontkent dit evenwel, al publiceert zij regelmatig de communiqués van die beweging. Emgann heeft vooral veel aanhangers in de oude Bretonse provincie Bro-Dreger, Frans: Trégor, en onder onderwijzers, werklozen en werknemers met het minimumloon. De partij probeert in tegenstelling tot de meeste andere Franse partijen veel minder op universiteiten leden te werven.
Doorgaans behaalt de partij minder dan 5% van de stemmen, al behaalde een door Emgann aangevoerde lijst in 1989 tijdens de gemeenteraadsverkiezingen in Guingamp 9,8 %.
Teneinde ook niet-georganiseerde militanten te bereiken, lanceerde de partij in maart 2007 de koepelstructuur République Bretonne, maar het grootste deel van de actieve leden zei in 2009 hun lidmaatschap op, toen een andere vereniging, Breizhistance, werd opgericht. Emgann haalde sindsdien bij plaatselijke verkiezingen nog enig resultaat, maar ontplooide verder weinig activiteit.
- (fr)  Emgann Mouvement de la gauche indépendantiste